# Bunodophoron pinnatum
Bunodophoron pinnatum је врста лишаја из породице Sphaerophoraceae. Пронађена у провинцији Оро, Северна провинција, Папуа Нова Гвинеја, описана је као новост у науци 2011.